# 톰 아만데스
톰 아만데스(Tom Amandes, 1959년 3월 9일 ~ )는 미국의 배우, 영화배우, 텔레비전 배우이다.

## 영화
- 해피 어게인 (2017년) - 데이비스 윌크스 역
- 이매진 (2013년) - 의사 아렌 역
- 세이빙 링컨 (2013년) - 아브라함 링컨 역
- 하트 오브 딕시 1 (2011년)
- 럭키 (2011년) - 조나단 역
- 페어런트 후드 시즌1 (2010년)
- 그레이 아나토미 시즌6 (2009년)
- 일라이스톤 (2008년) - 마틴 포스너 역
- 빅 러브 (2006년)
- 뷰티풀 프렌즈 (2006년)
- 더티 디즈 (2005년)
- 바그다드의 소년들 (2002년)
- 에버우드 (2002년) - 닥터 해롤드 애봇 역
- 금지된 할로윈 (2001년)
- 수지의 환상여행 (1999년)
- 브로크다운 팰리스 (1999년) - 더그 데이비스 역
- 빌보드 대드 (1998년)
- 지구에서 달까지 (1998년) - 해리슨 잭 쉬밋 역
- 약속된 땅 (1996년)
- 롱 키스 굿나잇 (1996년) - 핼 역
- 시카고 특별수사대 (1993년)